# White Light (The Corrs)
White Light (Luz Blanca) es el sexto álbum de estudio de la banda irlandesa The Corrs. Supuso el regreso del grupo diez años después del álbum de estudio Home, tras haber llevado a cabo sendos proyectos en solitario Andrea y Sharon. 

## Álbum
En el mes de septiembre The Corrs reapareció en público por primavera vez desde 2005, en los conciertos Live in Hyde Park de Londres. El nuevo álbum fue editado el 27 de noviembre. El adelanto del trabajo fue "Bring On The Night", aunque su videoclip no se publicaría hasta el 1 de diciembre. A éste le siguió como sencillo "I Do What I Like". Además del citado videoclip, ambas canciones contaron además con video oficial rodado en Church Studios.
El título del álbum se extrae de una de sus canciones, "White Light", inspirada por el Club de los 27 y más concretamente por Amy Winehouse. El tema "Gerry's Reel" es una canción instrumental que hace referencia a Gerry Corr, padre de los hermanos Corr, fallecido en 2015. Por otro lado, Ellis Island hace referencia a la Isla de Ellis, cerca de la costa neoyorquina, en la que pasaron la cuarentena miles de inmigrantes irlandeses antes de entrar en América.  Kiss Of Life fue coescrita con Natasha Bedingfield y Unconditional con John Shanks.

### Gira
En enero de 2016 dio comienzo el "White Light Tour" que les llevó a varios países y la participación en festivales como el Isle Of Wight y el Intercéltico de Lorient.

## Canciones
1. I do what I like (Hago lo que me gusta) - 3:40
2. Bring on the night (Desata (haz salir) la noche) - 4:17
3. White Light (Luz blanca) - 3:16
4. Kiss of life (Beso de vida) - 4:00
5. Unconditional (Incondicional) - 3:55
6. Strange Romance (Romance extraño) - 3:42
7. Ellis Island (Isla de Ellis) - 5:05
8. Gerry's Reel (Reel de Gerry) - 3:21
9. Stay (Quédate) - 3:10
10. Catch me when I fall (Cógeme cuando caiga) - 5:30
11. Harmony (Armonía) - 4:36
12. With me stay (Conmigo quédate) - 3:43

## Lista de ventas
| Asia              |                         |          |
| Japón             | Japan Albums            | 103      |
| Europa            |                         |          |
| Alemania          | German Albums Chart     | 11       |
| Austria           | Austrian Albums Chart   | 13       |
| Bélgica (Flandes) | Ultratop 200 Albums     | 32       |
| Bélgica (Valonia) | Ultratop 200 Albums     | 28       |
| España            | PROMUSICAE              | 25       |
| Francia           | French Albums Chart     | 28       |
| Irlanda           | Irish Albums Chart      | 10       |
| Italia            | Italian Albums Chart    | 74       |
| Países Bajos      | MegaCharts              | 17       |
| Hungría           | Pungarian Albums Chart  | 10       |
| Reino Unido       | UK Albums Chart         | 11 (Oro) |
| Suiza             | Swiss Albums Chart      | 7        |
| Irlanda           | IrishAlbums Chart       | 10       |
| Oceanía           |                         |          |
| Australia         | Australian Albums Chart | 18       |
| iTunes            |                         |          |
|                   | iTunes Global           | 9        |
| Reino Unido       | iTunes UK               | 10       |
| España            | iTunes Spain            | 9        |
| Japón             | iTunes Japan            | 43       |
| Brasil            | iTunes Brasil           | 3        |